# Gian Mario Selis
Gian Mario Selis (Sorso, 17 dicembre 1944) è un ex politico italiano, già presidente del Consiglio regionale della Sardegna e Presidente della Giunta Regionale.

## Biografia
Diventa consigliere regionale nel 1989, con 29.021 voti. Nel 1994, dopo la sua rielezione, diventa Presidente del Consiglio regionale. Nel 1999, pur avendo perso la coalizione che lo candidava alle elezioni, viene indicato come presidente della Regione Autonoma della Sardegna al seguito delle dimissioni di Mauro Pili. Tuttavia il Consiglio regionale non accetta le sue dichiarazioni programmatiche e per questo Selis si dimette meno di un mese dopo aver accettato l'incarico. Nel 2006 si candida per diventare Sindaco di Cagliari contro Emilio Floris, tuttavia perdendo.